# Ropica thomensis
Ropica thomensis är en skalbaggsart som beskrevs av Stefan von Breuning 1970. Ropica thomensis ingår i släktet Ropica och familjen långhorningar.
Artens utbredningsområde är São Tomé. Inga underarter finns listade i Catalogue of Life.